# Martin Koeman

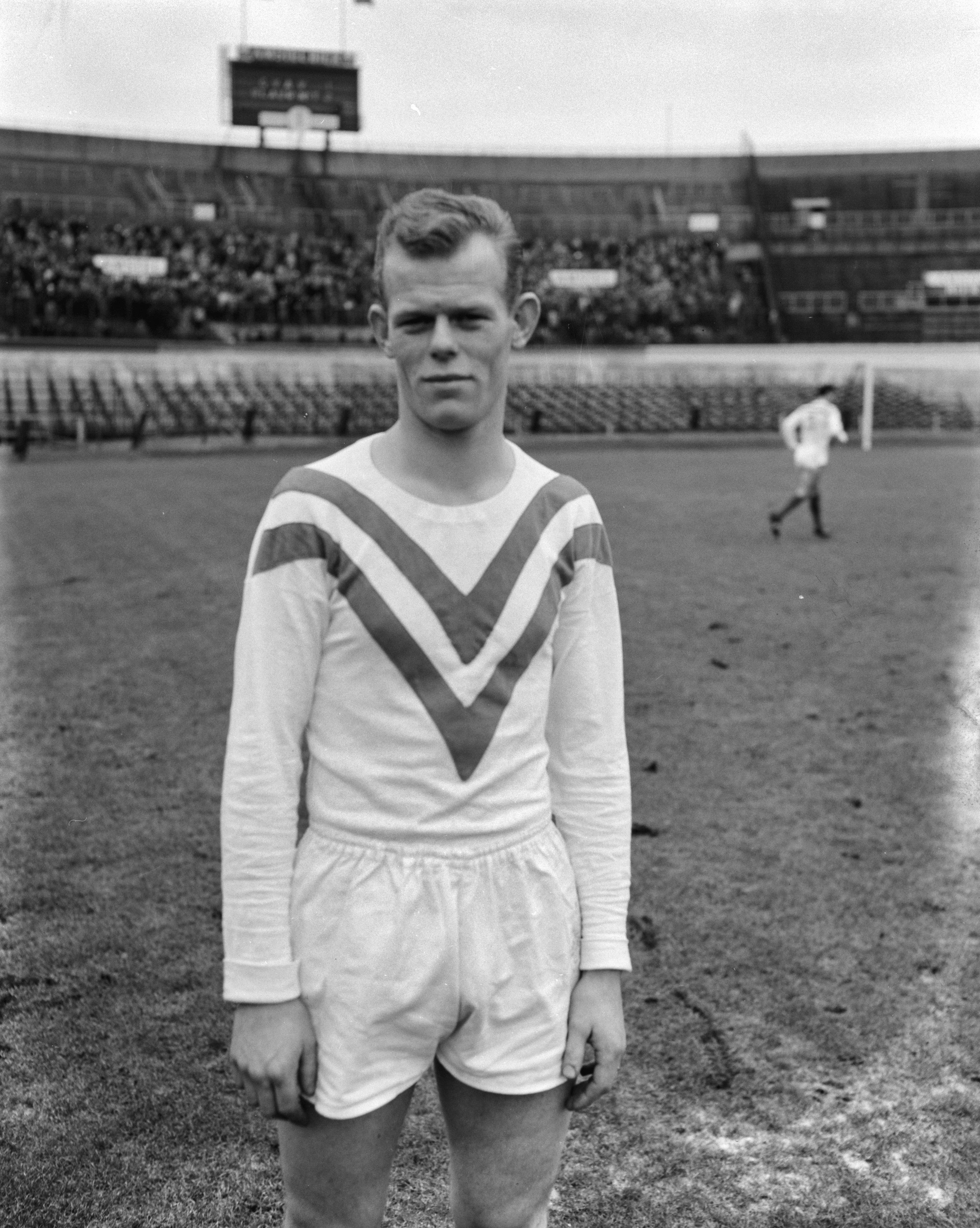
Imagen de Martin Koeman

Martin Koeman (26 de julio de 1938 - 18 de diciembre de 2013) fue un futbolista neerlandés.
Koeman jugó al fútbol profesional con KFC de Koog aan de Zaan entre 1955-60, en Blauw-Wit Amsterdam entre 1960-63, en GVAV/Groningen entre 1963-73 y SC Heerenveen hasta su jubilación. Fue seleccionado regularmente para el equipo nacional de fútbol de los Países Bajos, pero solo jugó un partido, contra Austria el 12 de abril de 1964. A pesar de su carrera respetable, es más conocido por ser el padre de Erwin y Ronald Koeman, quienes siguieron los pasos de su padre como futbolistas, con sus dos hijos jugando en Groningen y la selección holandesa.
El 18 de diciembre de 2013, a la edad de 75 años, Martin Koeman murió debido a un paro cardíaco de unos días antes.